# Буюклиу, Теодор
Теодор Буюклиу (рум. Theodor Buiucliu; 9 мая 1837, Яссы, Румыния — 12 сентября 1897, Яссы) — крупный румынский художник-пейзажист армянского происхождения. Первый иллюстратор румынской литературы эпохи Джунимеа.

## Биография
Теодор Буюклиу родился в Яссах в армянской семье богатого купца Якоба Буюклиу (1809—1881) и Марии Тоссун (1817—1907). Его брат — румынский юрист Григор Буюклиу.
Отец Якоб Буюклиу на протяжении десятилетий был руководителем армянской общины румынских княжеств, чьим долгом чести было защищать права армян.
Учился в армянском колледже в Севре во Франции, руководителями которой были монахи-мхитаристы.
Вернувшись в Румынию, он получил в октябре 1880 года должность преподавателя Школы изящных искусств в Яссах и должность преподавателя каллиграфии и рисунка в коммерческом училище того же города.

## Творческая деятельность
Буюклиу являлся крупным представителем румынской живописи XIX века, он выделился как пейзажист, выставив в 1883 году на первой «Выставке живых художников» работы «Весна», «Конец лета», «Закат», «Водопад», «Уголок парка в Пашкань» и «Лунке в Мирчештах».

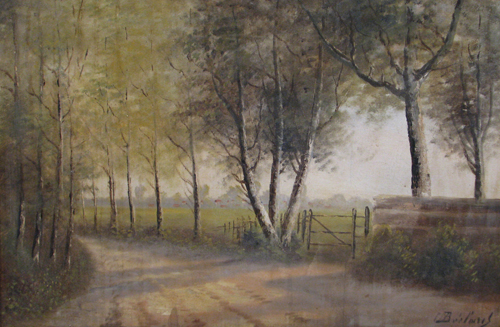
Берёзовая аллея
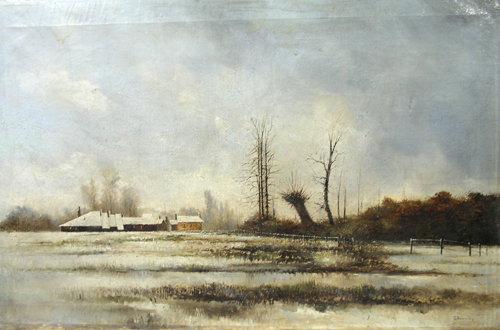
Зимний пейзаж
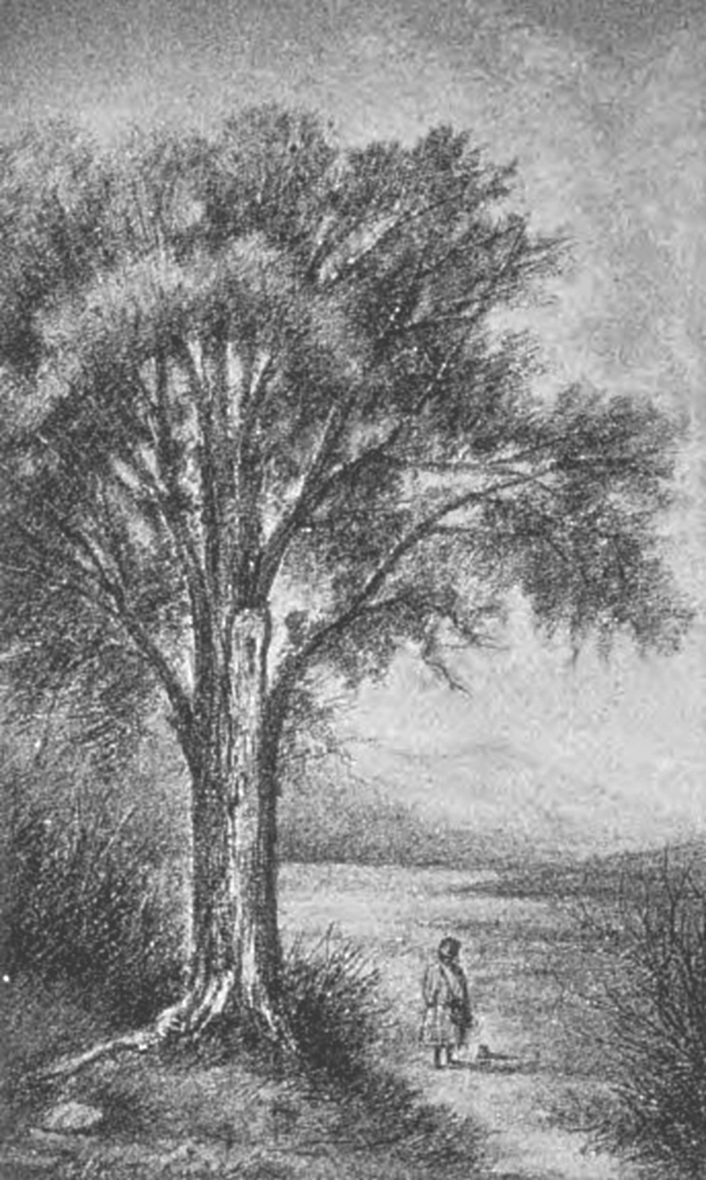
Литография к «Pupăza din tei»